# رضا آذري
رضا آذري (بالفارسية: رضا آذری) هو لاعب كرة قدم إيراني في مركز الوسط، ولد في 10 فبراير 1998 في إيران. لعب مع نادي استقلال طهران.